# Orchestina minutissima
Orchestina minutissima là một loài nhện trong họ Oonopidae.
Loài này thuộc chi Orchestina. Orchestina minutissima được J. Denis miêu tả năm 1937.